# Frédéric Frans
Frédéric Frans (Wespelaar, 3 januari 1989) is een Belgische voetbalcoach en voormalig voetballer die als centrale verdediger speelde.

## Carrière
Als kleuter begon Frans te voetballen bij Olympia Wespelaar. Op zesjarige leeftijd werd hij opgemerkt door de jeugdwerking van Lierse SK, en bij deze club zou hij de jeugdreeksen doorlopen en zijn debuut maken in Eerste Klasse. Het debuut kwam er vrij onverwacht, onder toenmalig coach Kjetil Rekdal kreeg Frans op 18-jarige leeftijd zijn eerste speelminuten. Hij viel in de slotfase van KRC Genk-Lierse in voor Yoni Buyens.
Ondertussen trainde Frans al even mee met de A-kern en daar maakte hij een goede indruk. Lierse besloot hem half februari 2007 zijn eerste profcontract aan te bieden. Enkele weken na zijn debuutwedstrijd viel hij tegen Standard Luik in bij de rust. Dit werd gevolgd door zijn eerste basisplaats in de match Lierse-Cercle Brugge, een plaats die hij niet meer zou afstaan. Hij kwam nog tienmaal aan de aftrap en liet zijn talent opmerken. Daardoor volgden ook de eerste selecties voor het Belgisch voetbalelftal onder 18.
Lierse degradeerde op het einde van dat seizoen naar Tweede Klasse, maar Frans bleef bij de club en werd een vaste waarde in het team. Na drie seizoenen Tweede Klasse (82 wedstrijden) slaagde hij er in om kampioen te spelen en zo terug te keren naar de Jupiler Pro League. In het seizoen 2010/11 speelde hij door een knieblessure slechts elf wedstrijden, maar onder toenmalig trainer Eric Van Meir kreeg hij wel de kapiteinsband rond de arm. Begin mei 2011 ondertekende hij een nieuw contract, zodat hij ook de komende drie seizoenen aan Lierse verbonden bleef.
Nadat zijn contract medio 2014 afliep vond hij in oktober 2014 een nieuwe club in het Schotse Partick Thistle FC. In 2016 keerde hij terug bij Lierse en speelde er twee seizoenen in Eerste klasse B. Na het faillissement van Lierse ondertekende hij in de zomer van 2018 een contract bij het Schotse Dundee United. Een jaar later keerde Frans terug naar Lier, waar hij ging spelen voor Lierse Kempenzonen. Bij het afsluiten van de overeenkomst beloofde de club dat het Frans niets in de weg zou leggen als hij zichzelf kon verbeteren. In januari 2020 deed hij dat door te tekenen bij Beerschot VA. Op het eind van dat seizoen promoveerde hij met Beerschot naar de Jupiler Pro League.
Ook in de hoogste afdeling was Frans een vaste waarde in de verdediging van Beerschot. In augustus 2020 brak de club zijn contract dan ook open tot 2023. Het seizoen daarop verliep minder rooskleurig voor Frans: in de competitiewedstrijd tegen KV Mechelen op 17 oktober 2021 scheurde hij zijn achillespees, waardoor zijn seizoen er meteen opzat. Beerschot zakte dat seizoen na twee seizoenen weer naar Eerste klasse B.
Na een moeizame revalidatie maakte Frans op de openingsspeeldag van het seizoen 2022/23 na exact 300 dagen afwezigheid zijn wederoptreden voor Beerschot: in de 1-0-zege tegen SK Beveren viel hij een paar minuten voor tijd in voor Thibo Baeten. Na de competitiewedstrijd tegen FCV Dender EH op 16 oktober 2022, waarin Frans voor de tweede keer sinds zijn blessure nog eens een volledige wedstrijd meespeelde, viel de dertiger opnieuw uit. Frans knokte echter opnieuw terug en speelde in de promotie-playoffs nog acht van de tien wedstrijden mee, weliswaar zes keer als invaller. Op 13 mei 2023 speelde hij, uitgerekend tegen Lierse Kempenzonen, zijn laatste wedstrijd als profvoetballer.
Op 23 mei 2024 werd bekend dat Frans de nieuwe trainer van Sporting Hasselt wordt.

## Palmares
- 2009/10: Kampioen Tweede Klasse met Lierse SK
- 2019/20: Kampioen Eerste Klasse B met Beerschot VA

## Statistieken
| Seizoen                              | Club               | Land               | Competitie             | Competitie | Competitie | Beker | Beker | Europees | Europees | Totaal | Totaal |
| Seizoen                              | Club               | Land               | Competitie             | Wed.       | Dlp.       | Wed.  | Dlp.  | Wed.     | Dlp.     | Wed.   | Dlp.   |
| ------------------------------------ | ------------------ | ------------------ | ---------------------- | ---------- | ---------- | ----- | ----- | -------- | -------- | ------ | ------ |
| 2006/07                              | Lierse SK          | Vlag van België    | Eerste klasse          | 13         | 0          | 0     | 0     | —        | —        | 13     | 0      |
| 2007/08                              | Lierse SK          | Vlag van België    | Tweede klasse          | 23         | 1          | 0     | 0     | —        | —        | 23     | 1      |
| 2008/09                              | Lierse SK          | Vlag van België    | Tweede klasse          | 31         | 3          | 4     | 0     | —        | —        | 35     | 3      |
| 2009/10                              | Lierse SK          | Vlag van België    | Tweede klasse          | 25         | 0          | 0     | 0     | —        | —        | 25     | 0      |
| 2010/11                              | Lierse SK          | Vlag van België    | Eerste klasse          | 11         | 0          | 2     | 0     | —        | —        | 13     | 0      |
| 2011/12                              | Lierse SK          | Vlag van België    | Eerste klasse          | 17         | 1          | 5     | 0     | —        | —        | 22     | 1      |
| 2012/-13                             | Lierse SK          | Vlag van België    | Eerste klasse          | 9          | 0          | 0     | 0     | —        | —        | 9      | 0      |
| 2013/14                              | Lierse SK          | Vlag van België    | Eerste klasse          | 5          | 0          | 0     | 0     | —        | —        | 5      | 0      |
| 2014/15                              | Partick Thistle FC | Vlag van Schotland | Scottish Premiership   | 20         | 2          | 2     | 0     | —        | —        | 22     | 2      |
| 2015/16                              | Partick Thistle FC | Vlag van Schotland | Scottish Premiership   | 21         | 1          | 1     | 0     | —        | —        | 22     | 1      |
| 2016/17                              | Lierse SK          | Vlag van België    | Eerste klasse B        | 36         | 1          | 2     | 0     | —        | —        | 38     | 1      |
| 2017/18                              | Lierse SK          | Vlag van België    | Eerste klasse B        | 29         | 2          | 1     | 0     | —        | —        | 30     | 2      |
| 2018/19                              | Dundee United      | Vlag van Schotland | Scottish Premiership   | 20         | 1          | 5     | 1     | —        | —        | 25     | 2      |
| 2019/20                              | Lierse Kempenzonen | Vlag van België    | Eerste klasse amateurs | 12         | 1          | 0     | 0     | —        | —        | 12     | 1      |
| 2019/20                              | Beerschot VA       | Vlag van België    | Eerste klasse B        | 10         | 2          | 0     | 0     | —        | —        | 10     | 2      |
| 2020/21                              | Beerschot VA       | Vlag van België    | Eerste klasse A        | 31         | 2          | 1     | 0     | —        | —        | 32     | 2      |
| 2021/22                              | Beerschot VA       | Vlag van België    | Eerste klasse A        | 9          | 0          | 0     | 0     | —        | —        | 9      | 0      |
| 2022/23                              | Beerschot VA       | Vlag van België    | Eerste klasse B        | 15         | 0          | 1     | 0     | —        | —        | 16     | 0      |
| Totaal                               | Totaal             | Totaal             | Totaal                 | 337        | 17         | 24    | 1     | 0        | 0        | 361    | 18     |
| Laatst bijgewerkt op 11 oktober 2023 |                    |                    |                        |            |            |       |       |          |          |        |        |

## Trainerscarrière
Frans, die in het voorjaar van 2023 zijn UEFA A-trainersdiploma behaalde, ging na zijn spelersafscheid meteen aan de slag als beloftentrainer van Beerschot VA. Na zijn debuutseizoen kon hij de assistent van hoofdtrainer van Dirk Kuijt worden bij het eerste elftal, maar Frans koos in mei 2024 voor een avontuur als hoofdtrainer van het pas naar Eerste nationale gepromoveerde Sporting Hasselt. In zijn eerste seizoen als hoofdtrainer eindigde hij derde met de Spor.